# 銀貨

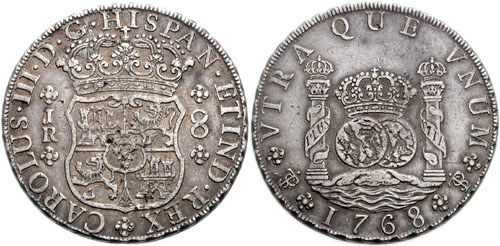
スペインドル（8レアル銀貨）、1768年

銀貨（ぎんか）とは、銀を素材として作られた貨幣をいう。古来、金貨・銅貨とともに世界各地で流通した。

## 概要
銀本位制下では銀貨は本位貨幣として、自由鋳造、自由融解が認められた無制限法貨であった。その代表的な物に、アメリカの1ドル銀貨、香港の1ドル銀貨、フランスの5フラン銀貨、メキシコの8レアル銀貨などがある。日本でも、明治時代には諸外国との貿易決済用に一円銀貨が発行されていた。
現在でも、フランス語では金銭を指して「銀」（アルジャン、argent）と言い、南米スペイン語圏の口語でもカネというニュアンスで「銀」（プラタ、plata）という。日本語でも銀行、路銀などの語で「銀」に金銭の意味を持たせている。
現代社会において、銀貨は最早流通用に発行されることはなく、ほとんどが収集家向けに特殊な仕上げ（プルーフ加工）をしたり、ケースに入れたりして販売されている。また、一部に地金型の銀貨も販売されている。日本では、臨時通貨法施行後も1966年に至るまで銀貨が発行されていた。平成期からは、1,000円・5,000円の記念銀貨が収集家向けに発行され、2005年には初めての記念500円銀貨も発行された。
銀貨の品位（純度）は、古より様々であり、日本では明治時代の50銭から5銭の補助通貨が80%、一円と貿易銀の本位銀貨が90%、明治末期から大正にかけての旭日10銭銀貨と大正から昭和初期にかけての小型鳳凰50銭銀貨が72%であった。また戦後発行された100円銀貨（鳳凰と稲穂のデザインがあり、稲穂のデザインのものは一般流通用として日本最後の銀貨）は60%であった。外国には、オランダの1グルデン銀貨（1917年まで、品位94.5%）などの高品位銀貨が存在したが、一般的に本位銀貨は90%(SV900)を使用するケースが多く、コインシルバーと呼ぶ。また、英国の銀貨は伝統的に92.5%(SV925)の品位で作られており、これをスターリングシルバーと呼ぶ。
なお、イエス・キリストの使徒のひとりユダが、銀貨30枚でイエスを異教徒に売り渡した事から、キリスト教文化圏を中心に裏切りを表す成句として「銀貨30枚を受け取る」という表現が用いられる事がある。

## 歴史

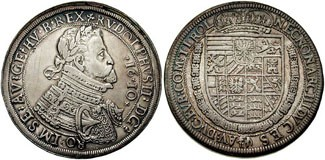
ドルの語源となったターラー銀貨

白く輝く銀は天然の産出が少なく、その美しさは人を魅了するため古くから装飾品などに使われ、価値の高い金属であった。秤量貨幣としての銀貨は古くエジプト文明のころに萌芽が現れ、古代ギリシャ・ローマ文明では金貨に次いで高額な貨幣として鋳造された。
実際のところ、金は貨幣として流通させるには稀少に過ぎたため、銀が実質的な貨幣として重きをなし、広範な文明圏で流通した。通貨単位である「ドル」「ポンド」「ディナール」など、もとはいずれも銀貨について用いられた呼称である。さらに金と銀の交換比率（金銀比価）を政府が定めることで金銀複本位制が成立し、銀貨は金貨と並ぶ本位貨幣としての地位を築いた。
一方で近世にいたり銀山の新規採掘が相次ぎ、金銀比価が低下の一途を辿るようになると、国内に大量の銀を保有するフランスや中国の抵抗、さらにアメリカ合衆国では通貨供給量の増大を望む中西部農民、西部の銀坑夫、南部出身者らが金銀複本位制度の維持を主張した（自由銀運動）が通らず、19世紀末には主要国は金銀複本位制度を放棄して金本位制への移行を行った。ここにおいて本位貨幣としての銀貨はその役目を終え、銅貨と同じく補助貨幣としての銀貨が成立する。金本位制では金の絶対量が少量であるため、経済規模の拡大に対し対応できないとして恐慌の発生を懸念する声があり、さらにそれが現実のものとなったため、20世紀初頭には希少金属を貨幣価値の裏付けとする本位貨幣制度はその歴史に幕を閉じた。

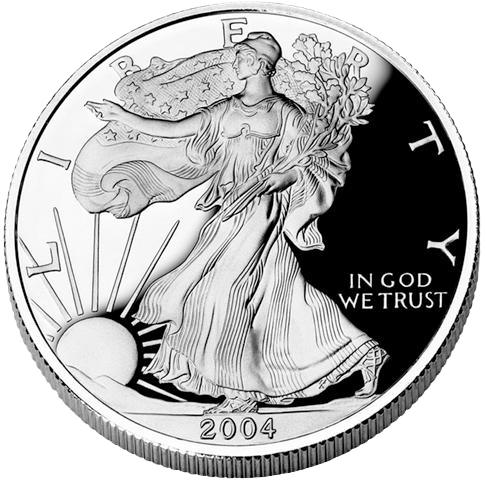
2004年にアメリカで発行された地金型銀貨。1トロイオンス。

20世紀に入り工業用銀需要の高まりなどで銀の価格が上昇すると、世界的に銀貨はニッケル、白銅などへの素材変更を余儀なくされていき、更に紙幣の流通もあって、20世紀の末ごろを最後に一般流通用として銀を貨幣に用いる国家は消滅し、現在に至っている。

## 日本・中国の前近代の銀貨

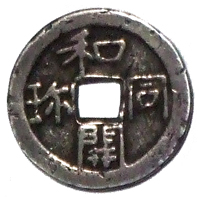
和同開珎銀銭（飛鳥時代）

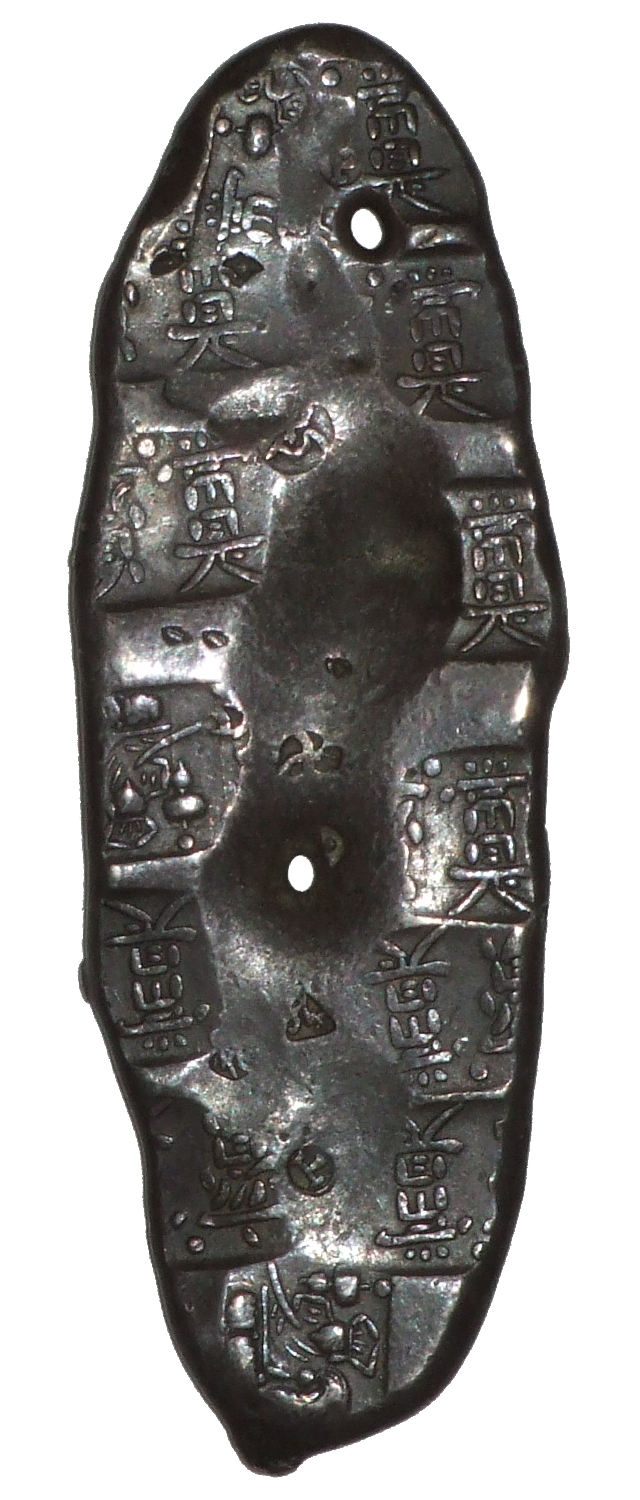
慶長丁銀（江戸時代）

円形方孔の銀製銭貨を銀銭というが、日本では、飛鳥時代に無文銀銭と呼ばれる貨幣の形態をした銀地金が貨幣の代わりに流通したと言われており、日本最古の通貨と言われている「和同開珎」も銅銭よりも先に銀銭が発行されている。これ以降250年の間に、律令国家は、12種類の銅銭と2種の銀銭（和同開珎銀銭・大平元宝）と1種の金銭（開基勝宝）を発行した。また、文献史料に記載はない銀銭片も先の金銭と共に見つかっている。
『日本書紀』には683年（天武12年）の詔として「今より以後、必ず銅銭を用いよ。銀銭を用いることなかれ」と記録されており、ここでいう銅銭とは富本銭を指しているという説がある。また711年（和銅4年）には和同開珎のうち銀銭が廃止され、銅銭のみが通用力を持つとされた。しかしこの禁令は余り効力を持たなかったようで、721年（養老5年）には銀銭1枚が銅銭25枚、銀1両が銅銭100枚に相当するとの詔が発布されている。
銀銭の禁止理由としては、銅銭に比べて1枚当たりの発行利益が大きいために私鋳銭が横行したことや、政府が大陸との取引のために用いられる銀を回収したかったこと、当時は対馬以外では銀が産出しなかったため、そもそも銀の絶対量が少なく少額決済には不向きであったことなどが挙げられる。
従来から無文銀銭など、秤量貨幣として用いられていた銀と異なり、銅銭はその価値基準を定める経験に乏しく、価額設定は政府の恣意によるものとなった。711年（和銅4年）には銅銭1文で穀6升とされたが、729年（天平1年）米1石が銀1両、銭100文となっており、銅銭の価値は1/3に下落している。760年（天平宝字4年）には大平元宝という銀銭が発行されたといわれるが、これは流通目的ではなく、銅銭の価値を上げるためのものといわれ、さらに遺物も現存しない。
江戸時代に丁銀、豆板銀といった秤量銀貨が、主に西日本から北陸、東北で流通した。これは戦国時代から江戸時代初期に掛けて灰吹銀に極印を打った領国貨幣が商取引に盛んに使用されたことの名残である。だが、南鐐二朱銀の発行以後、定位貨幣である額面表記銀貨への移行が進み、江戸時代後期には、五匁銀、一分銀、一朱銀など、額面表記銀貨も発行された。秤量銀貨の丁銀、豆板銀、および定量銀貨の五匁銀は「銀～匁」といった銀目建の銀貨であるのに対し、南鐐二朱銀、一分銀、一朱銀といった銀貨は、銀製の金貨代用貨幣であり、金貨の単位で用いられたものである。これらの江戸時代の銀貨は銀銭の発達したものではなく、全く別系統のものである。
中国では明の洪武帝治世下で金銀貨幣の使用が禁止され、1375年には通貨は大明宝鈔という紙幣に切り替えられ、額面1貫文が銀1両＝米1石に相当するとされたが、永楽帝のころには戦費捻出のために濫発され大きく価値を下落させた。明代中期以降は秤量貨幣としての銀（馬蹄銀）が主要な通貨となっていく。